# Nom d'alliance
En Suisse, le nom d'alliance est un double nom avec trait d'union, composé du nom de famille officiel (le nom de célibataire ou le nom du conjoint choisi comme nom commun lors du mariage) suivi du nom de famille du conjoint ou du nom de célibataire (le plus souvent, le nom de naissance),,. Avant la révision du régime matrimonial entrée en vigueur en 2013, le nom de famille officiel était le plus souvent le nom du mari.
Ainsi, le nom d'alliance est différent du nom de famille officiellement porté selon les dispositions du code civil suisse. Son usage, dans la vie sociale, n'étant pas pour autant interdit, il est aussi permis de le mentionner sur le passeport et la carte d'identité, puisqu'il peut servir à identifier son porteur. L'art. 14 de l'ordonnance sur les documents d’identité (précisé par l'art. 4a de l'ordonnance du DFJP sur les documents d'identité des ressortissants suisses) reconnaît depuis le 1er mars 2010 expressément cette possibilité.